# Joan Maria Pou i Camps
Joan Maria Pou i Camps (Girona, 1 de setembre de 1801 - Madrid, 16 d'octubre de 1865) va ser un farmacèutic i químic gironí, acadèmic de la Reial Acadèmia de Ciències Exactes, Físiques i Naturals.
Estudià farmàcia a la Universitat de Barcelona i en 1829 fou catedràtic d'anàlisi química al Reial Col·legi de Medicina, Cirurgia i Farmàcia del Regne de Navarra a Pamplona, on es llicencià en medicina en 1837. En 1838 va obtenir la càtedra d'anàlisi química a la Facultat de Medicina de la Universitat Complutense de Madrid. Publicà nombrosos estudis a publicacions científiques i en 1852 fou escollit acadèmic de la Reial Acadèmia de Ciències Exactes, Físiques i Naturals. Va morir de còlera el 16 d'octubre de 1865, contagiat durant l'epidèmia de 1865 a Madrid i en la que es va distingir pel seu humanitarisme.

## Obres
- Filosofía de la elocuencia, edició revisada de l'obra d'Antoni de Capmany (1836)
- Traduí al castellà l' Histoire naturelle de Georges-Louis Leclerc, comte de Buffon
- Exposición... y descripción del daguerreotipo y del diorama (1839)